# (17216) Scottstuart
(17216) Scottstuart (2000 AK243) – planetoida z pasa głównego asteroid okrążająca Słońce w ciągu 5,69 lat w średniej odległości 3,19 j.a. Odkryta 7 stycznia 2000 roku.